# Lirika
 Lirika (dolazi od grč. lyrra - „žičani muzički instrument”) je naziv za književni rod u stihu i prozi (pesma u prozi). Ime potiče iz starogrčke književnosti iz obreda posvećenih Meliku (vladaru), u kojima su se pesme izvodile uz pratnju muzičkog instrumenta lire.
Lirske pesme su se pevale uz muziku, danas se deklamuju, recituju.
Lirsko pesništvo nastalo je u svojevrsnom sinkretizmu, stapanju muzike, glume, govora, plesa. Ispunjava stvaraoca i čitaoca utiskom - impresijom; govori kroz jedinstvo zvuka i smisla.
Vrste lirskih pesama:
- ljubavna;
- domoljubiva (rodoljubiva, patriotska);
- socijalna;
- misaona (refleksivna);
- opisna (deskriptivna);
- religiozna.

Tradicionalne lirske pesme su himna, oda, elegija, ditiramb, epigraf, epigram.
Moderna lirika-znači eksperiment i lutanje, otkrivanje neslućenih mogućnosti jezika (ritam, zvuk, melodija), ne teži razumljivosti, zbunjujuća je za čitaoce, sugeriše umesto da objašnjava.
- Opkoračenje - prenošenje više reči u novi red; prebacivanje, prenošenje prve reči
- Asindeton - nizanje reči bez gramatičkog povezivanja
- Asonanca - nizanje istih (ili sličnih) samoglasnika
- Aliteracija - nizanje istih (ili sličnih) suglasnika
- ljubavna izražava osećaje ljubavi, zanos, radost, bol, patnju…; nastala je u davno doba, prisutna je u svim razdobljima; pesnici: Sapfa, Lamartine, Heine, Puškin, Sergej Jesenjin, Lorka, Pablo Neruda, Petrarka, Antun Gustav Matoš, Vesna Parun, Pupačić, Kaštelan
- elegija (grč. elegos - „tužbalica”), tužna pesma
- ditiramb (grč. ditirambos - „epitet Dionisa”)
- nokturno noćna pesma, noćni ugođaj, Antun Gustav Matoš, Tin Ujević, Miroslav Krleža
- sinestezija - stapanje
- himna (grč.  - „pesma”) nastala kao hvalospev u čast Dionisa, ili nekog heroja uz gl. pratnju u obredima, kao zborska pesma uz pratnju svirale o lepoti prirode, radostima i užicima, oduševljenje, zanos, nacionalni osećaji, ljubav prema rodu, jeziku, kulturi, običajima, polagani ritam, zanos, svečanost, svaka država ima himnu, himne bogovima su izraz religioznog odnosa čovjeka prema onom što smatra apsolutnim
- oda (grč.  - „pesma”) svečana, zanosni govor, slavi pov. događaj ili slavnu pov. Osobu slavi plemenitost, dobrotu ili drugu osobinu, pisane bogovima, veri, prijateljima, jeziku. Grčki: Alkej, Sapfa, Pindar; rimski: Horacije
- epitaf (grč. epitafos - „nadgrobni”), nadgrobni natpis kao pesma Oblik jezgrovit, duhovit, satiričan, odnos prema prolaznosti života, ljudskoj sudbini, primer misaone lirike Pannonius, Matoš, Tadijanović (Ivan Goran Kovačić), stećci
- epigram: kratak, jezgrovit, duhovit, satiričan; teme: društvene pojave, pojedinci, značajne ličnosti, događaji…; prvotno je značio natpis uklesan u kamenu ; Simonid i Marcijal dali temelje; zastupljen u svim epohama; Pannonius, Vraz, Antun Gustav Matoš
- socijalna pesma (lat. socijeta - „društvo”), socijalne teme i motivi - socijalna nepravda, iseljavanje…; prikazuje - lošu socijalnu sredinu (predgrađe, siromašne kuće, neimaštinu), siromašni svet (radnike, prosjake, beskućnike) i atmosferu u kojoj žive, svest o bedi
- misaona pesma (refleksivna); pesnik izražava misli o raznim temama (pesništvu, pesmi, rođenju, smrti…), koriste se pesničke slike i aforizmi
- idila (grč. eidilion - sličica, pesmica), bukolika, ekloga (slavi život u prirodi); tema: mirni život u prirodi, na selu; tvorac Teokrit (3. vek p.n.e), Vergilije «Bukolike», Dinko Ranjina, Džore Držić, Nikola Nalješković